# Tang Chih-chun
Tang Chih-chun (chinesisch 湯智鈞, Pinyin Tāng Zhìjūn; * 16. März 2001) ist ein taiwanischer Bogenschütze.

## Karriere
Tang Chih-chun erzielte seine ersten internationalen Erfolge bei den Olympischen Jugend-Sommerspielen 2018 in Buenos Aires, bei denen er zwar im Einzel in der zweiten Runde ausschied, dafür aber im Mixed die Bronzemedaille gewann. Im selben Jahr sicherte er sich bei den Asienspielen in Jakarta mit der Mannschaft den Gewinn der Goldmedaille. Die Sommer-Universiade 2019 in Neapel schloss er mit der Mannschaft auf dem zweiten Platz ab.
Bei den 2021 ausgetragenen Olympischen Spielen 2020 in Tokio ging Tang in drei Disziplinen an den Start. Im Mannschaftswettbewerb belegte er mit Deng Yu-cheng und Wei Chun-heng mit 1985 Punkten den sechsten Rang in der Platzierungsrunde. Danach besiegten die Taiwaner nacheinander die Mannschaften Australiens, Chinas und der Niederlande. Im Finale gegen Südkorea unterlagen sie schließlich glatt mit 0:6 und gewannen somit die Silbermedaille. Im Einzel beendete Tang die Platzierungsrunde mit 668 Punkten auf dem zwölften Platz. In der K.-o.-Runde besiegte er nach drei aufeinanderfolgenden Siegen im Viertelfinale auch den Südkoreaner Kim Woo-jin, ehe er sich schließlich sowohl im Halbfinale Mauro Nespoli als auch im Duell um Bronze Takaharu Furukawa geschlagen geben musste und somit einen weiteren Medaillengewinn verpasste. Den Mixedwettbewerb bestritt Tang mit Lin Chia-en, mit der er in der ersten K.-o.-Runde gegen Indien ausschied.